# ミヤコジマ
ミヤコジマは、かつて吉本興業東京本社に所属していたお笑いコンビ。2021年結成、2023年解散。NSC東京校27期生。

## メンバー
道古 風杜（どうこ かざと、1996年5月14日 - ）（29歳）
ボケ担当、立ち位置は向かって左。
- 旧芸名は、風杜創業祭（かざとそうぎょうさい）。
- 身長173 cm、体重65 kg。血液型O型。
- 大阪府大阪市都島区出身、関西大学環境都市工学部卒業。
- 趣味は、1人でバーに行き経営者ぶること、あてもない散歩、トマトソース作り。特技は、シャチについて語ること、肌弱いあるあるを50音で言えること、中距離走、サッカー。
- 当コンビ解散後の2023年9月からは、同期の大陸（元・大城間）とのコンビ「たちこぎ」として活動していたが、2024年10月に解散。解散後は「どうこかざと」名義でピン芸人として活動していたが、2025年6月16日、自身のXにて、NSCの6期先輩である三浦リョースケ（元ネイチャーバーガー）との新コンビ「あさがお」の結成を発表。併せて芸名を「かざ杜」に改名することを報告した。

ねぎ（1993年2月11日 - ）（32歳）
ネタ作成およびツッコミ担当、立ち位置は向かって右。
- 本名は、井内 大介（いうち たいすけ）。「ねぎ」という芸名は、「もう主役にならなくてもいい」という思いから付けたものである。
- 身長172 cm、体重65 kg。血液型B型。
- 大阪府大阪市都島区出身、立命館大学理工学部機械工学科卒業。
- 趣味は、恋愛リアリティショーを見ること。特技は、恋愛相談。

## 来歴
2015年、道古は関西大学に入学し、同年にNSCに入学。大阪校38期生となる。しかし共に養成所に入った当時の相方が3か月ほどで辞めてしまい、NSCではあまり目立った活動ができないまま卒業。その後は大学の友人とコンビを組み、M-1グランプリに出場したり関西大学内のお笑い大会で優勝したりするなど、アマチュア芸人としての活動は続けていた。
2016年、ねぎは立命館大学を卒業後にNSCに入学。大阪校39期生となるも、中途退学。後にNSC東京校に再入学するまで、様々な相方とコンビを組みM-1グランプリに出場するなどしていたものの、芸人としての活動はほとんどせずほぼフリーターのような生活を続けていた。
2019年、道古は大学を卒業し、UCC上島珈琲に就職。営業として勤務するも、仕事内容が合わないと感じ2年後に退職。
2021年、4月に道古が、6月にねぎがNSCに再入学。東京校27期生となる。入学当初はそれぞれ別のコンビを組んでいたものの、同年8月に「ミヤコジマ」を結成。コンビ名は、メンバーが共に大阪府大阪市都島区の出身であることに由来する。
2022年、2月28日に行われたNSC卒業ライブ「NSC大ライブ 2022 TOKYO」で優勝。その年の東京校首席コンビとなる。
2022年4月からは、神保町よしもと漫才劇場のオーディションメンバーとして活動。同年12月3日に行われた「Jimbochoサバイバルバトル」の結果を受けて、同劇場の所属メンバーとなる。
2023年8月31日をもって解散。なお、解散前にM-1グランプリ2023での2回戦進出が決まっており、同年11月に3回戦で敗退するまでは「ミヤコジマ」として同大会に出場し続けた。

## 芸風
主に漫才。
NSC大ライブで優勝した際、田所仁（ライス）は「芸歴詐称してるんじゃないかなって思うくらい漫才が上手かった」と評し、石田明（NON STYLE）も「納得の結果かなと思います」と述べた。

## 賞レース等での成績

### ミヤコジマ
- 2021年 M-1グランプリ2021 - 1回戦敗退[1]
- 2022年 NSC大ライブ TOKYO 2022 - 優勝[18]
- 2022年 M-1グランプリ2022 - 2回戦進出[1]
- 2023年 UNDER5 AWARD - 3回戦進出[22]
- 2023年 M-1グランプリ2023 - 3回戦進出[1]

### その他のコンビ
道古
- 2016年 M-1グランプリ2016 - 1回戦敗退（コンビ「襟足50センチ」として）
- 2017年 M-1グランプリ2017 - 1回戦敗退（コンビ「襟足50センチ」として）
- 2017年 KANDAI Comedy Championship〜お笑い王決定戦2017 - 優勝（コンビ「襟足50センチ」として）
- 2018年 M-1グランプリ2018 - 2回戦進出（コンビ「襟足50センチ」として）

ねぎ
- 2017年 M-1グランプリ2017 - 2回戦進出（コンビ「魚卵」として）
- 2019年 M-1グランプリ2019 - 2回戦進出（コンビ「二歩」として）

## 出演

### テレビ番組
- 深夜のハチミツ（フジテレビ、2023年8月7日〈6日深夜〉 - 8月28日〈27日深夜〉） - 8月のつぼみ芸人として出演

### ラジオ
- NSC×GERA（お笑いラジオアプリGERA、2022年3月8日[16]、3月22日[23]） - NSC大ライブの優勝特典として、パーソナリティーを担当[7]

### 配信番組
- スピードワゴンの月曜The NIGHT（ABEMA SPECIAL、2022年3月22日[24]）